# أعمال شغب مناهضة للصرب في سراييفو (1914)
أعمال الشغب المناهضة للصرب في سراييفو هو رد معادي للصرب حدث في 28 و29 يونيو 1914 بسبب اغتيال ولي عرش الإمبراطورية النمساوية المجرية فرانس فرديناند مع زوجته على يد الصربي غافريلو برينسيب، وقد تسبب هذا الشغب في الاعتداء على المحلات التجارية الصربية والمدارس مما تسبب في مقتل شخصين. وقد تسببت هذه الشرارة التي فيها اُغتيل ولي العرش في بدء الحرب العالمية الأولى.
تضمنت أعمال الشغب المناهضة للصرب في سراييفو أعمال عنف واسعة النطاق ضد الصرب في سراييفو في 28 و29 يونيو عام 1914 بعد اغتيال الأرشيدوق فرانز فرديناند. اكتسبت المظاهرات العنيفة سمات البوغروم بتشجيع من الحكومة النمساوية المجرية، وأدت إلى انقسامات عرقية غير مسبوقة في تاريخ المدينة. قُتل اثنان من الصرب في اليوم الأول للمظاهرات، وتعرض كثيرون للهجوم، بينما هُدِم أو نُهِب العديد من المنازل والمتاجر والمؤسسات التي يملكها الصرب.

## خلفية
سادت المشاعر المعادية للصرب في جميع أنحاء النمسا والمجر في أعقاب اغتيال الأرشيدوق فرانز فرديناند على يد الطالب الصربي البوسني غافريلو برينسيب البالغ من العمر تسعة عشر عامًا، مما أدى إلى عنف ضد الصرب. اندلعت أعمال شغب ومظاهرات مناهضة للصرب في جميع أنحاء البلاد في أجزاء أخرى من الإمبراطورية النمساوية المجرية في ليلة الاغتيال، ولاسيما في أراضي البوسنة والهرسك وكرواتيا الحديثين. اقتنعت الحكومة النمساوية المجرية بشكل سريع بأن مملكة صربيا كانت وراء الاغتيال؛ وذلك لأن المتآمرين مع برينسيب كانوا غالبًا من الصرب العرقيين وأعضاء منظمة من الصرب والكروات والمسلمين تسمى ملادا بوسنا (البوسنة الشابة) مكرسة لاتحاد جنوب السلاف. نُظِّمت المذابح ضد الصرب بعد الاغتيال مباشرة واستمرت لأيام.
تمكن أوسكار بوتيوريك من تنظيمهم وتشجيعهم، وهو الحاكم النمساوي المجري للبوسنة والهرسك الذي كان مسؤولًا عن أمن الأرشيدوق وزوجته في يوم الاغتيال. نُظِّمت أول مظاهرات مناهضة للصرب بقيادة أتباع يوسيب فرانك في وقت مبكر من مساء يوم 28 يونيو في زغرب. أصبحت المظاهرات المناهضة للصرب في المدينة أكثر عنفًا في اليوم التالي، ووُصِفت بأنها مذبحة. لم تفعل الشرطة والسلطات المحلية في المدينة أي شيء لمنع العنف ضد الصرب.

## تفاعلات

### شعب سراييفو
زارت مجموعة من السياسيين البارزين في سراييفو، تتألف من جوزو سوناريتش وشريف أرناوتوفيتش ودانيلو ديموفيتش، الذين مثلوا الطوائف الدينية الثلاث في سراييفو، بوتيوريك، وطالبوه باتخاذ تدابير لمنع الهجمات ضد الصرب. ذكر بوتيوريك في التقارير التي قدمها إلى فيينا يومي 29 و30 يونيو أن المتاجر الصربية في سراييفو دُمِّرت تمامًا، وأن حتى نساء الطبقة العليا شاركن في أعمال النهب والسرقة. صفق العديد من سكان سراييفو للحشد وهم يشاهدون الأحداث من نوافذهم، بينما ذكرت السلطات أن المتظاهرين يتمتعون بدعم واسع النطاق بين السكان غير الصرب في المدينة.
أشار الكاتب إيفو أندريتش إلى العنف على أنه «جنون سراييفو للكراهية».

### السياسيون السلافيون الجنوبيون في النمسا والمجر
قال المؤلف كريستوفر بينيت إن العلاقات بين الكروات والصرب في الإمبراطورية كانت ستخرج عن نطاق السيطرة لولا تدخل السلطات المجرية. دعا السياسي السلوفيني المحافظ إيفان زوسترشيتش غير الصرب إلى «تحطيم جمجمة أي صربي يحيى فيه جنون العظمة».
امتنع السلاف الجنوبيين الآخرين في النمسا والمجر، وخاصة أولئك في دالماسيا والزعماء الدينيين المسلمين في البوسنة والهرسك، باستثناء القوى السياسية اليمينية المتطرفة الضعيفة، عن المشاركة في أعمال العنف ضد الصرب، أو أدانوا ذلك بينما أعرب بعضهم علانية عن التضامن مع الشعب الصربي، بما في ذلك صحف حزب الحقوق، والتحالف الكرواتي الصربي، والأساقفة الكاثوليك ألوجزيج ميسيك وأنطون بونافينتورا جيغليتش. كُشِف مصدر الدعم الوحيد لموقف الحكومة المناهض للصرب الذي استمر الرجعيين المدعومين من الدولة في إرساله حتى بداية يوليو؛ بينما كان هناك نوع من التضامن السلافي الجنوبي مع الصرب على الرغم من شكله غير المتطور.
ذكر المؤلفان بيديلوكس وجيفريز أن القادة السياسيين الكروات أظهروا ولاءً شرسًا للنمسا والمجر؛ وأشارا إلى أن الكروات أصبحوا أكثر انخراطًا بشكل عام في القوات المسلحة النمساوية المجرية عند اندلاع الحرب العالمية الأولى؛ وعلّقا على ارتفاع عدد مقاتلي الخطوط الأمامية مقارنة بإجمالي السكان.

### الصحف والدبلوماسيون
أشعلت الصحافة الكاثوليكية والرسمية في سراييفو أعمال الشغب بنشرها كتيبات وشائعات معادية للصرب، وزعمت فيها أن الصرب يحملون قنابل مخبأة. ذكرت صحف سراييفو أن أعمال الشغب ضد المدنيين من أصل صربي وممتلكاتهم تشبه «أعقاب أحداث المذابح الروسية». ذكرت بعض التقارير سماح الشرطة في سراييفو بوقوع أعمال الشغب. تشير بعض التقارير إلى أن السلطات النمساوية المجرية وقفت مكتوفة الأيدي بينما قُتل صرب سراييفو وأُحرقت ممتلكاتهم. كان لأعمال الشغب ضد الصرب تأثير مهم على موقع الإمبراطورية الروسية، وذكرت صحيفة روسية أن «مسؤولية الأحداث ليست على عاتق صربيا، بل على من دفعوا النمسا إلى البوسنة، لذا فإن الالتزام الأخلاقي لروسيا يتجه نحو حماية الشعب السلافي للبوسنة والهرسك من نير ألمانيا». تحدث ميلوراد إكميتشيتش عن ما ذكرته إحدى التقارير الروسية بتدمير أكثر من ألف منزل ومتجر في سراييفو.
صرح القنصل الإيطالي في سراييفو عن تمويل الحكومة النمساوية المجرية للأحداث. ذكر القنصل الألماني، الذي وُصِف بأنه «صديق الجميع ما عدا الصرب»، أن سراييفو عاشت تجربة مذبحة سان بارتيليمي.

## ما بعد الكارثة
توفي اثنان من الصرب، وهم بيرو بريجافيتش ونيكولا نويتشيتش، بعد بضعة أيام نتيجة للإصابات التي لحقت بهم بعد تعرضهم للضرب. تلقى خمسون شخصًا العلاج في مستشفيات سراييفو نتيجة أعمال الشغب التي استمرت لمدة يومين. قُتِل أيضًا كرواتي بالرصاص وهو يدافع عن محل توابل شقيقه. انتحر مسلم بسبب شائعات عن وجود قنبلة بحوزته. اختفت مخزونات كاملة من البضائع وكذلك الأموال من المتاجر والمنازل الصربية بسبب النهب. ترك الدمار أثرًا عميقًا على الأعمال التجارية والصناعية المملوكة للصرب بالنظر إلى أهمية الأقلية الصربية في سراييفو في تلك المناطق.

### حوادث في أماكن أخرى
نُطِّمت المظاهرات وأعمال الشغب المناهضة للصرب ليس فقط في سراييفو وزغرب ولكن أيضًا في العديد من المدن النمساوية المجرية الكبرى بما في ذلك شكوفو، وبترينجا، وسلافونسكي برود في كرواتيا الحالية، وتشابليينا، وليفنو، وبوغوينو، وترافنيك، ومكلاي، وموستار، وزينيتسا، وتوزلا، ودوبوي، وواريش، وبرتشكو، وبوسانسكي شاميتس في البوسنة والهرسك الحديثة. واجهت محاولات الحكومة النمساوية المجرية لتنظيم مظاهرات مناهضة للصرب في دالماسيا نجاحًا أقل؛ إذ شارك عدد قليل فقط في الاحتجاجات المناهضة للصرب في سبليت ودوبروفنيك، وذلك على الرغم من نهب عدد من المتاجر التي يملكها الصرب في شيبينيك.

### سشوتزكوربس
سجنت السلطات النمساوية المجرية في البوسنة والهرسك وسلمت حوالي 5500 شخص من الصرب البارزين، توفي منهم 700 إلى 2200 في السجن. حُكم على 460 صربيًا بالإعدام وتشكلت ميليشيا خاصة تُعرف باسم سشوتزكوربس واضطهدت الصرب. طُرِد نتيجة لذلك حوالي 5200 عائلة صربية من البوسنة والهرسك. كان هذا أول اضطهاد لعدد كبير من مواطني البوسنة والهرسك بسبب انتمائهم العرقي، ووصفه المؤلف السلوفيني فيليكونجا بأنه نذير مشؤوم لأشياء قادمة.